# Radio Vitus
Radio Vitus est une station de radio généraliste privée française implantée à Paris et diffusant ses programmes en région parisienne du 1er décembre 1926 au 25 septembre 1934.

## Histoire
L'ingénieur en radioélectricité Fernand Vitus, directeur de l'Etablissement Vitus qui construit des postes récepteurs à résonance et de type autodyne, reçoit le 3 décembre 1925 une autorisation d'essais techniques de l'administration des PTT accordée pour six mois et avec laquelle il peut créer son poste de radio. Il fait construire au siège de son usine, au 90 de la rue Damrémont à Paris, dans le quartier de Montmartre, un émetteur de radiodiffusion dont la puissance est réglable de 150 watts à 10 kilowatts. Il veut en faire le Poste de Montmartre et contribuer ainsi au développement de la vie artistique parisienne. Pour ce faire, Fernand Vitus débauche le speaker vedette de Radio-Paris, Marcel Laporte, plus connu sous le nom de Radiolo, qu'il engage comme directeur artistique et qui prend alors le nom de Radiolus comme speaker. Radio Vitus commence ses émissions le 1er décembre 1926 avec une puissance de 500 watts en diffusant sur la longueur d'onde de 310 mètres un programme axé sur la distraction et le cabaret montmartrois. Les Grands Magasins Sigrand et Cie et Hebdo-TSF, à partir de 1927, font partie des principaux annonceurs de Radio-Vitus. À partir de 1928, Le Journal va soutenir la station et libérer Fernand Vitus du problème des soutiens publicitaires.
Les conditions de réception de Radio Vitus s'étant dégradées avec la multiplication des émetteurs à Paris, Fernand Vitus achète un terrain à Romainville en juillet 1928 pour y installer un nouvel émetteur plus puissant, dont il demande le transfert à l'administration des PTT qui le lui refuse, car la loi n'autorise pas les stations privées à modifier leurs caractéristiques techniques, ni à changer leur lieu d'émission.
Ne pouvant assumer financièrement seul le développement de Radio Vitus et persuadé que l'association de la radiodiffusion et du cinéma doit conduire à la naissance de la télévision, alors en pleine recherches expérimentales, Fernand Vitus s'associe à Bernard Natan, propriétaire de la société Pathé-Natan, qui avait lancé l'année précédente la première compagnie française de télévision, Télévision-Baird-Natan, et qui, après de gros investissements de sa firme dans le film sonore et parlant, s'intéresse à la radiodiffusion. De cette association naît le 8 août 1930 une nouvelle société anonyme, Radio-Natan-Vitus, détenue aux trois quarts par Pathé Cinéma et Bernard Natan et pour un quart par Fernand Vitus. Son siège social est situé rue Francœur dans les locaux de la société Pathé Cinéma. Bien que Fernand Vitus ait dû céder l'essentiel de ses parts dans Radio Vitus à ses nouveaux partenaires, c'est lui qui profite le plus de cette association. Dans une lettre du 10 octobre 1930, il expose ainsi ses objectifs : « son association avec Natan lui donnera accès aux salles les plus perfectionnées en acoustique, lui garantit le concours de musiciens et d'artistes employés par la firme de cinéma et lui offre des débouchés en matière de télévision en raison de l'accord Natan-Baird dans ce domaine. »
Le 30 juillet 1932, Pathé Cinéma rachète les parts de Fernand Vitus qui est évincé et laisse sa radio aux mains de ses nouveaux propriétaires. Ceux-ci ne font guère fructifier leur investissement puisque les bénéfices de Radio-Natan-Vitus ne cessent de diminuer, alors que le groupe Pathé-Natan est en pleine récession, ses actions passant de 775 francs en 1928 à 57 francs en 1934. La SA Radio-Natan-Vitus met alors en gérance la régie publicitaire de la station qui est confiée le 14 janvier 1934 à la Radiophonie du Midi de Jacques Trémoulet, le puissant propriétaire de Radio Toulouse.
Le 8 juin 1934, l'administration autorise le transfert de l'émetteur de Radio Vitus à Romainville. Jacques Trémoulet change le nom de la radio qui devient le Poste de l’Ile-de-France le 26 septembre 1934, tout en conservant son slogan « le poste de Montmartre ». Après la liquidation judiciaire de la SA Radio-Natan-Vitus en juillet 1936, Jacques Trémoulet en devient définitivement le gérant.

## Identité sonore

### Indicatif
L'indicatif d'ouverture d'antenne de Radio Vitus était le chant du coq (identique à celui de Pathé Journal) et l'indicatif de fermeture était "Monte là-dessus, tu verras Montmartre" de Lucien Boyer.
Le carillon était composé de deux notes : la dièse et ré dièse.

### Slogan
- « Radio-Vitus, Poste de Montmartre »

## Organisation

### Dirigeants
Directeurs :
- Fernand Vitus : 01/12/1926 - 07/08/1930
- Bernard Natan : 08/08/1930 - 14/01/1934
- Jacques Trémoulet : 15/01/1934 - 25/09/1934

Directeurs artistiques :
- Marcel Laporte : 01/12/1926 - 1927
- Jean Noceti : 1927 - 25/09/1934

### Capital
À partir du 8 août 1930, Radio Vitus est exploitée par la société anonyme Radio-Natan-Vitus, filiale de Pathé Cinéma, au capital de 1 500 000 francs réparti en 950 actions détenues par Pathé Cinéma, 450 actions détenues par Fernand Vitus et 50 actions détenues par Bernard Natan. Le 30 juillet 1932, les actions de Fernand Vitus sont rachetées par Pathé Cinéma.

### Sièges
Le siège social et les studios de Radio Vitus sont d'abord installés au 90, rue Damrémont dans le 18e arrondissement de Paris, siège de l'Etablissement Vitus. À la suite de son rachat par Bernard Natan le 8 août 1930, le siège social de la nouvelle société Radio-Natan-Vitus est transféré au 6, rue Francœur à Paris dans les locaux de la société Pathé-Cinéma, les studios restant rue Damrémont.

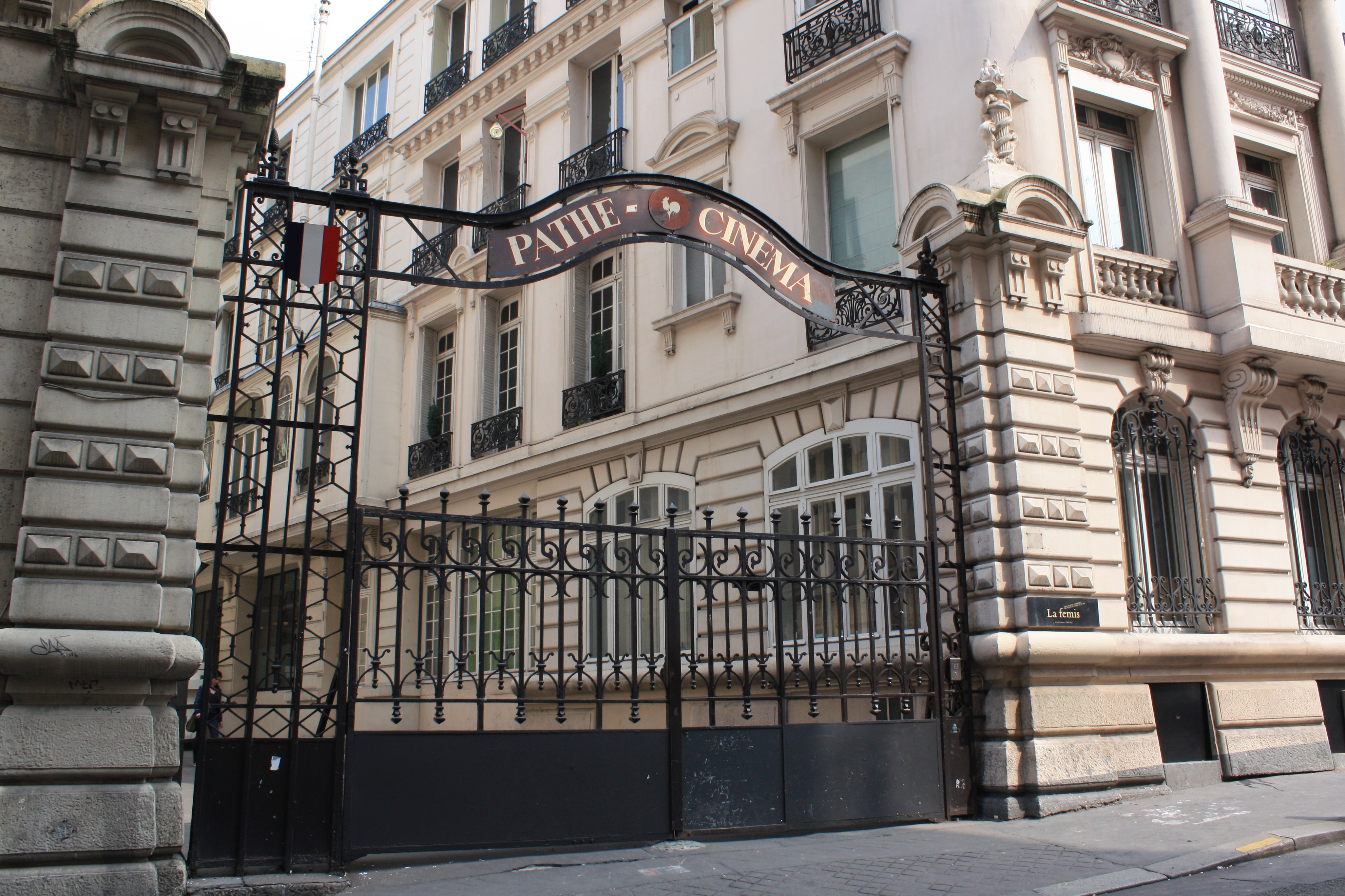
Siège de Radio-Natan-Vitus au 6 rue Francœur à Paris

## Programmes
Dans une interview au journal l'Antenne, Fernand Vitus définit les objectifs de Radio-Vitus : « Avec l'appui et la collaboration [...] d'hommes de lettres, d'auteurs, de compositeurs, d'écrivains, d'artistes et de conférencier de tout premier ordre, les émissions de Radio-Vitus auront un écho dans toute l'Europe intellectuelle et artistique.».
Jusqu'en 1927 les émissions se limitent à trois concerts par semaine. Ce n'est qu'à la fin de l'année 1927 que les émissions deviennent quotidiennes et que les programmes sont développés. On retrouve sur son antenne les humoristes, chansonniers et orchestres des cabarets de la Butte Montmartre. Les émissions débutent tous les jours à 19 h 30 par un bulletin d'information intitulé Journal de France Radiophonique réalisé en coordination avec le quotidien Le Journal qui met deux de ses journalistes à la disposition de Radio Vitus pour la rédaction des bulletins d'information, Jean Oberlé et Yves Morvan. À 20 h 30, quatre fois par semaine, sont diffusés des concerts avec la participation régulière d'artistes comme le pianiste Jean Batalla, le violoniste Jean Noceti et Edouard d'Armancourt.

### Émissions
- Journal de France Radiophonique (1927-1928), Le Journal Radiophonique (1928-1930), Le Journal de Radio Vitus (1930-1933), Information de presse (1933-1934) : bulletin d'information réalisé en coordination avec le quotidien Le Journal.
- Le cabaret Montmartrois : émission diffusée une fois par semaine de 1927 à 1931, animée par les chansonniers des cabarets de la Butte Montmartre et présentée par Radiolus, puis par Léon Raiter.
- Le quart d'heure de l'aviation française : chronique de l'ingénieur Louis Damblanc diffusée le mercredi à 19 h 45 en 1931.

### Animateurs et comédiens
- Maurice Darclet (1926-1934)
- Marcel Laporte (Radiolus)[N 4] (1926-1927)
- Fernand Namur (1927-1934)
- Jean Noceti
- Léon Raiter (1927-1930)

### Journalistes
- Yves Morvan
- Jean Oberlé

## Diffusion
Radio-Vitus est diffusée en ondes moyennes sur la longueur d'onde de 310 mètres (968 kHz) par un émetteur de 500 watts. À la fin de l'année 1927, la puissance passe à 2 kilowatts et la longueur d'onde à 302 mètres (993 kHz), puis à 308,9 mètres (971 kHz) en 1930 avec une puissance de 500 watts, 315 mètres (952 kHz) en 1931 avec une puissance de 700 watts, 308 mètres (974 kHz) en 1932 et enfin sur 222,6 mètres (1 347 kHz) le 15 janvier 1934, à la suite du plan de Lucerne, avec une puissance d'un kilowatt.